# Гости (фильм, 1972)
«Гости» — камерный фильм Элиа Казана. Фильм был представлен в программе Каннского кинофестиваля в 1972 году.

## Сюжет
Действие фильма происходит на небольшой ферме в Новой Англии, где ветеран Вьетнамской войны Билл Шмидт (Джеймс Вудс) живёт со своей девушкой Мартой Уэйн и их маленьким сыном Хэлом. Они снимают дом у Гарри (Патрик Маквей), живущего по соседству отца Марты, который зарабатывает на жизнь написанием бульварных вестернов. 
Однажды на пороге их дома появляются двое — Тони Родригес и Майк Никерсон (Стив Рейлсбек), которые представляются боевыми товарищами Билла по Вьетнаму. Заметно, что Билл не особенно рад видеть своих товарищей. Оставшись с Биллом наедине, Тони сообщает, что он и Майк только что вышли из военной тюрьмы в Форт-Ливенворте после двух лет заключения за преступление, в котором Билл свидетельствовал против них. Увидев волнение Билла, Тони говорит, что прощает его. 
Узнав, что гости Билла являются ветеранами войны, Гарри приглашает их в свой коттедж, где угощает выпивкой и рассказывает о своей службе на Тихом океане во время Второй мировой войны. Во время разговора Гарри вдруг видит, что его пса тяжело ранила соседская собака. Увидев недовольство Гарри, Майк достаёт из своей машины винтовку и убивает соседскую собаку под одобрительные взгляды Гарри и Тони. Пока трое мужчин оттаскивают тело убитой собаки к соседу, Билли и Марта направляются в свой дом, где он рассказывает ей о суде над Майком, Тони и двумя другими членами их отряда. Билл говорит, что Майк возглавил группу, которая вела розыск вьетнамских солдат в маленькой деревне. Не сумев обнаружить никого подозрительного, Майк захватил девочку-подростка, изнасиловал её, после чего приказал другим членам отряда сделать то же самое. Все подчинились, кроме Билла, который позднее доложил о преступлении начальству. Марта поддерживает Билла, который продолжает переживать по поводу своего поступка. Она также хочет, чтобы Билл попросил Майка и Тони уехать как можно скорее. 
Тем временем Гарри вместе с Майком и Тони приходят к Биллу домой посмотреть футбольный матч. Увидев это, Марта уходит из дома на прогулку. Во время игры Гарри сильно напивается и начинает рассуждать о борьбе с коммунизмом и отпускать расистские замечания, которые бесят Тони. Билл поднимается наверх к сыну. Когда Майк спрашивает Гарри, почему Марта и Билл до сих пор не женаты, тот называет Билла слабаком. После окончания игры Гарри предлагает вместе поужинать, а ночью поохотиться на енотов. Вернувшись с прогулки, Марта явно раздражена тем, что Билл так и не попросил Майка и Тони уехать. Оставшись наедине, Гарри спрашивает Майка об участии Билла в трибунале. Когда Майк рассказывает историю, то к своему удивлению замечает, что Гарри становится на его сторону, спрашивая, почему тот не убил Билла за его предательство. После ужина Марта отправляет совсем пьяного Гарри домой, а сама подаёт гостям кофе. Оставшись в гостиной вдвоём с Майком, Марта говорит, что ей известно о случившемся во Вьетнаме, заявляя, что она поддерживает Билла. Майк в свою очередь заявляет, что она оскорбляет отца, живя с мужчиной вне брака. Майк утверждает, что несмотря на то, как поступила с ним армия, как солдат он лучше, чем Билл. Когда Майк рассказывает ей, что был шокирован видом искалеченных и жестоко убитых боевых товарищей, Марта проникается к нему сочувствием и нерешительно соглашается потанцевать с ним. Заинтригованные возникшей тишиной, Тони и Билл возвращаются в гостиную. Увидев самодовольное лицо Майка, к которому прильнула Марта, Билл набрасывается на Майка. Тони остаётся держать Марту, а Майк и Билл выходят во двор, где Майк жестоко избивает Билла. Затем Майк возвращается в дом, где вместе с Тони ловит Марту, а затем грубо насилует её. Тони затаскивает полуживого Билла обратно в дом, а затем вместе с Майком они уезжают. Марта сползает со второго этажа вниз и садится около Билла.